# Pepita Jiménez

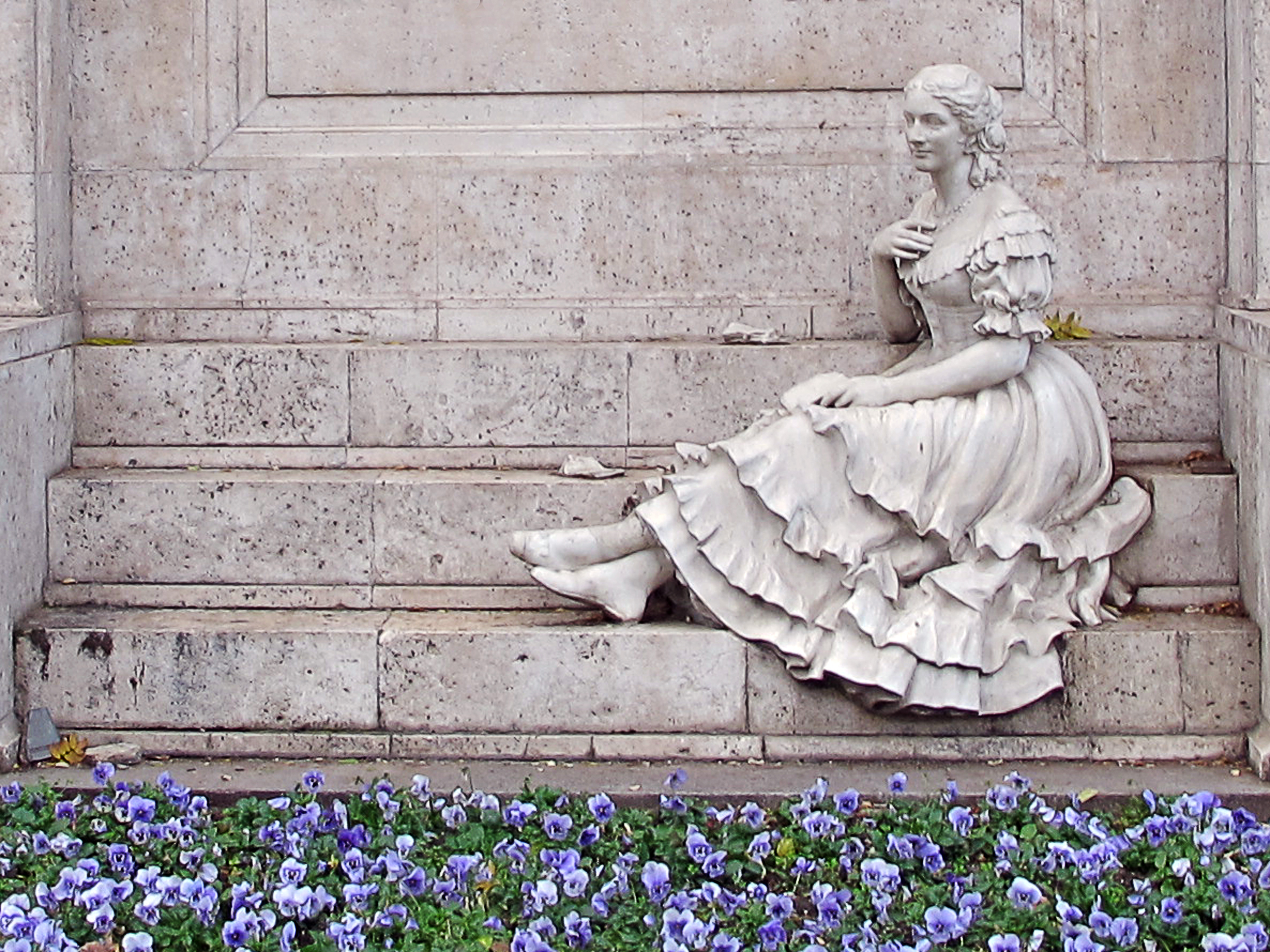
Escultura de la protagonista de la novela en el Monumento a Juan Valera en Madrid.

Pepita Jiménez es la primera novela del diplomático, político y escritor español Juan Valera, publicada en 1874.
Siguiendo el modelo de Cervantes, Valera hace pensar en la recuperación de un manuscrito encontrado en los papeles de una catedral de Andalucía, en el que se narra (en dos partes, una primera epistolar y una final ya narrativa) una historia sobre unos personajes a los que se cambiará el nombre para preservar su identidad.
En la época de Valera, la obra recibió del público lector y la crítica literaria opiniones muy favorables, siendo traducida a diez lenguas. Isaac Albéniz escribió una ópera en 1895 basada en esta obra.

## Argumento
El joven seminarista don Luis de Vargas regresa a su pueblo natal para unas breves vacaciones allí antes de pronunciar sus votos. Se encuentra con que su padre, Don Pedro, se dispone a contraer nupcias con la joven Pepita Jiménez de veinte años y viuda de un octogenario. Los contactos entre el futuro sacerdote y la joven viuda son novedosos para el joven ya que ha pasado su adolescencia recluido en el seminario, y poco a poco siente flaquear su vocación. El seminarista acompaña a Pepita en sus paseos por el campo, asiste a reuniones en su casa y, sin darse cuenta, cede poco a poco a una pasión que él considera pecaminosa, pero que se hace más fuerte que su vocación y que su amor por su padre, en el que ve secretamente un rival. Todo esto empieza a ser sospechado por el Deán al que el seminarista escribe sus cartas contándole sus incidencias. Luis se quiere marchar, pero Pepita, que le ama y que ha hecho todo lo posible para enamorarle, se finge enferma y le convence de que reconozca su amor y se lo comunique a su padre. Así lo hace, pero en lugar de hallar la oposición en su padre, este le dice que lo comprende y que a escondidas había estado haciendo todo lo posible para que las cosas llegasen a su solución natural.
La obra es en realidad una novela psicológica en que abunda una suave ironía. Encubre una novela de tesis en que defiende la primacía de lo natural y lo vital sobre lo artificial y lo afectado.

## En el cine
- En 1927, Agustín García Carrasco realizó la primera versión cinematográfica con el mismo título, silente.
- En 1946, el director mexicano Emilio Fernández dirigió una película homónima.[2]
- En 1975, el director español Rafael Moreno Alba dirigió una  película también homónima, aunque también conocida en inglés, como Bride to Be.
- En 1978, Manuel Aguado dirigió una adaptación por capítulos para TVE.

## En el teatro
Pepita Jiménez se representó en los Teatros del Canal de Madrid en mayo de 2013. La versión representada es la de la editorial Tritó, con revisión de Borja Mariño, en un nuevo trabajo sobre la segunda versión de la obra, estrenada en Praga en 1896. Se canta en inglés y consta de dos actos. La primera versión, en un acto, se estrenó el 8 de enero de 1897 en el Teatro del Liceo de Barcelona.[cita requerida]
En la representación en Madrid, la orquesta y coro corrieron a cargo de la JORCAM. También participó el coro de niños Pequeños Cantores.[cita requerida]